# قشلاق عشقعلی (خداآفرین)
قشلاق عشقعلی یکی از روستاهای استان آذربایجان شرقی است که در دهستان منجوان غربی بخش منجوان شهرستان خداآفرین واقع شده‌است.